# Mount Back
Mount Back ist ein 650 m hoher Berg auf Südgeorgien. Er ragt 2,5 km südlich der Doris Bay auf.
Das UK Antarctic Place-Names Committee benannte ihn 1971 nach Staffelführer Anthony H. Back (* 1930) von der Royal Air Force, Assistenzgeodät bei der British Combined Services Expedition (1964–1965), der an der Vermessung des Bergs beteiligt war.